# Eutrichosiphum
Eutrichosiphum är ett släkte av insekter. Eutrichosiphum ingår i familjen långrörsbladlöss.

## Dottertaxa tillEutrichosiphum, i alfabetisk ordning[1]
- Eutrichosiphum alnicola
- Eutrichosiphum alnifoliae
- Eutrichosiphum alnisuctum
- Eutrichosiphum arunachali
- Eutrichosiphum assamense
- Eutrichosiphum atini
- Eutrichosiphum betulae
- Eutrichosiphum blackmani
- Eutrichosiphum davidi
- Eutrichosiphum dubium
- Eutrichosiphum flavum
- Eutrichosiphum glabrum
- Eutrichosiphum izas
- Eutrichosiphum jugeshwari
- Eutrichosiphum khasyanum
- Eutrichosiphum litseae
- Eutrichosiphum makii
- Eutrichosiphum manaliensis
- Eutrichosiphum manipurense
- Eutrichosiphum menglunense
- Eutrichosiphum minutum
- Eutrichosiphum mukerjii
- Eutrichosiphum narafoliae
- Eutrichosiphum neoalnicola
- Eutrichosiphum neotattakanum
- Eutrichosiphum nepalense
- Eutrichosiphum nigrum
- Eutrichosiphum pallidum
- Eutrichosiphum parvulum
- Eutrichosiphum pasaniae
- Eutrichosiphum pseudopasaniae
- Eutrichosiphum pullum
- Eutrichosiphum pyri
- Eutrichosiphum quercifoliae
- Eutrichosiphum querciphaga
- Eutrichosiphum rameshi
- Eutrichosiphum raychaudhurii
- Eutrichosiphum roepkei
- Eutrichosiphum russellae
- Eutrichosiphum sankari
- Eutrichosiphum sclerophyllum
- Eutrichosiphum sensoriatum
- Eutrichosiphum shiicola
- Eutrichosiphum sikkimense
- Eutrichosiphum simlaense
- Eutrichosiphum sinense
- Eutrichosiphum subinoyi
- Eutrichosiphum szechuanense
- Eutrichosiphum tapatii
- Eutrichosiphum tattakanum
- Eutrichosiphum vandergooti